# Prix Jockey
Prix Jockey är ett travlopp för 5-åriga varmblod (ej valacker) som har sprungit in minst 54 000 euro. Loppet körs på Vincennesbanan utanför Paris i Frankrike varje år i augusti. Loppet har körts sedan 1978, men körs sedan 2006 över 2 700 meter med fransk voltstart. Förstapris i loppet är 54 000 euro. Det är ett Grupp 2-lopp, det vill säga ett lopp av näst högsta internationella klass.

## Vinnare
| År   | Häst               | Land      | Efter            | Kusk                  | Tränare                 | Distans | Tid    |
| ---- | ------------------ | --------- | ---------------- | --------------------- | ----------------------- | ------- | ------ |
| 2024 | Jushua Tree        | Frankrike | Bold Eagle       | Jean-Michel Bazire    | Jean-Michel Bazire      | 2 700 m | 1'12"2 |
| 2023 | Idao de Tillard    | Frankrike | Sévérino         | Clément Duvaldestin   | Thierry Duvaldestin     | 2 700 m | 1'10"7 |
| 2022 | Hooker Berry       | Frankrike | Booster Winner   | Nicolas Bazire        | Jean-Michel Bazire      | 2 700 m | 1'12"7 |
| 2021 | Gelati Cut         | Frankrike | Coktail Jet      | Gabriele Gelormini    | Romain Christian Larues | 2 700 m | 1'12"4 |
| 2020 | Flèche du Yucca    | Frankrike | Prodigious       | Jean-Philippe Dubois  | Philippe Billard        | 2 700 m | 1'12"9 |
| 2019 | Ènino du Pommereux | Frankrike | Coktail Jet      | Matthieu Abrivard     | Sylvain Roger           | 2 700 m | 1'12"9 |
| 2018 | Délia du Pommereux | Frankrike | Niky             | Franck Nivard         | Sylvain Roger           | 2 700 m | 1'13"4 |
| 2017 | Carat Williams     | Frankrike | Prodigious       | David Thomain         | Sébastien Guarato       | 2 700 m | 1'12"5 |
| 2016 | Bold Eagle         | Frankrike | Ready Cash       | Franck Nivard         | Sébastien Guarato       | 2 700 m | 1'13"8 |
| 2015 | Amiral Sacha       | Frankrike | Ganymède         | Gabriele Gelormini    | Florent Lamarre         | 2 700 m | 1'12"0 |
| 2014 | Viking de Val      | Frankrike | Baccarat du Pont | Éric Lambertz         | Éric Lambertz           | 2 700 m | 1'14"3 |
| 2013 | Un Mec d'Héripré   | Frankrike | Orlando Vici     | Jean-Michel Bazire    | Fabrice Souloy          | 2 700 m | 1'13"7 |
| 2012 | Tiégo d'Étang      | Frankrike | Chaillot         | Christian Bigeon      | Christian Bigeon        | 2 700 m | 1'13"2 |
| 2011 | Son Alezan         | Frankrike | First de Retz    | Dominik Locqueneux    | Franck Leblanc          | 2 700 m | 1'13"1 |
| 2010 | Roc Meslois        | Frankrike | Look de Star     | Pierre Belloche       | Pierre Belloche         | 2 700 m | 1'13"2 |
| 2009 | Qualmio de Vandel  | Frankrike | Gobernador       | Thierry Duvaldestin   | Thierry Duvaldestin     | 2 700 m | 1'12"9 |
| 2008 | Première Steed     | Frankrike | Workaholic       | Jean-Michel Bazire    | Fabrice Souloy          | 2 700 m | 1'13"6 |
| 2007 | Ozio Royal         | Frankrike | Cézio Josselyn   | Jean-Michel Bazire    | Jean-Michel Bazire      | 2 700 m | 1'14"4 |
| 2006 | Nahar de Beval     | Frankrike | Ganymède         | Dominik Locqueneux    | Jan Kruithof            | 2 700 m | 1'13"7 |
| 2005 | Derrick di Jesolo  | Italien   | Armbro Goal      | Jos Verbeeck          | Eric Bondo              | 2 175 m | 1'12"3 |
| 2004 | Love You           | Frankrike | Coktail Jet      | Jean-Pierre Dubois    | Jean-Pierre Dubois      | 2 175 m | 1'12"2 |
| 2003 | Kiwi               | Frankrike | Coktail Jet      | Jos Verbeeck          | Fabrice Souloy          | 2 175 m | 1'14"  |
| 2002 | Royal Gull         | Sverige   | Alf Palema       | Jos Verbeeck          | Jan Kruithof            | 2 175 m | 1'14"7 |
| 2001 | Ipson de Mormal    | Frankrike | Biesolo          | Ulf Nordin            | Ulf Nordin              | 2 175 m | 1'12"3 |
| 2000 | Hasting            | Frankrike | Buvetier d'Aunou | Pierre Levesque       | Jean-François Popot     | 2 175 m | 1'15"1 |
| 1999 | Gai d'Hautmonière  | Frankrike | Nicos du Vivier  | Jean-Michel Bazire    | Jean-Michel Bazire      | 2 175 m | 1'14"7 |
| 1998 | Fabuleuse Véa      | Frankrike | Moktar           | Jos Verbeeck          | Jean-Luc Dersoir        | 2 175 m | 1'14"3 |
| 1997 | Écho               | Frankrike | Qlorest du Viver | Jean-Étienne Dubois   | Jean-Étienne Dubois     | 2 175 m | 1'12"8 |
| 1996 | Huxtable Hornline  | Sverige   | Sherwood         | Anders Lindqvist      | Lars Ove Larsson        | 2 175 m | 1'15"6 |
| 1995 | Coktail Jet        | Frankrike | Quouky Williams  | Jean-Étienne Dubois   | Jean-Étienne Dubois     | 2 175 m | 1'13"8 |
| 1994 | Bahama             | Frankrike | Quito de Talonay | Jean-Étienne Dubois   | Jean-Pierre Dubois      | 2 175 m | 1'16"2 |
| 1993 | Arnaqueur          | Frankrike | Fakir du Vivier  | Karim Hawas           | Ali Hawas               | 2 175 m | 1'15"2 |
| 1992 | Vizir de Retz      | Frankrike | Florestan        | Jean-Étienne Dubois   | Jean-Étienne Dubois     | 2 275 m | 1'16"3 |
| 1991 | Ursulo de Crouay   | Frankrike | Mivus            | Joël Hallais          | Joël Hallais            | 2 300 m | 1'14"8 |
| 1990 | Ténor de Baune     | Frankrike | Le Loir          | Jean-Baptiste Bossuet | Jean-Baptiste Bossuet   | 2 100 m | 1'15"3 |
| 1989 | Sébrazac           | Frankrike | Ejakval          | Michel Roussel        | Jean-Lou Peupion        | 2 300 m | 1'16"3 |
| 1988 | Renoso             | Frankrike | Buffet II        | Paul Viel             | Paul Viel               | 2 100 m | 1'15"4 |
| 1987 | Quito de Talonay   | Frankrike | Florestan        | Michel-Marcel Gougeon | Jack de Bellaigue       | 2 100 m | 1'16"1 |
| 1986 | Pan de la Vaudère  | Frankrike | Ruy Blas IV      | Jean-Claude Hallais   | Louis Decaudin          | 2 100 m | 1'14"5 |
| 1985 | Ourasi             | Frankrike | Greyhound        | Jean-René Gougeon     | Jean-René Gougeon       | 2 325 m | 1'16"1 |
| 1984 | Noble Atout        | Frankrike | Ura              | Jan Kruithof          | Jan Kruithof            | 2 300 m | 1'16"5 |
| 1983 | Ejnar Vogt         | Danmark   | Frosty Hanover   | Ulf Nordin            | Ulf Nordin              | 2 250 m | 1'17"5 |
| 1982 | Lurabo             | Frankrike | Ura              | Michel-Marcel Gougeon | Jean-Lou Peupion        | 2 250 m | 1'17"6 |
| 1981 | Kaprius            | Frankrike | Corlay           | Alain Laurent         | Alain Laurent           | 2 250 m | 1'17"9 |
| 1980 | Jiosco             | Frankrike | Quioco           | Jean-René Gougeon     | Jean-René Gougeon       | 2 250 m | 1'18"1 |
| 1979 | Idéal du Gazeau    | Frankrike | Alexis III       | Eugène Lefèvre        | Eugène Lefèvre          | 2 275 m | 1'16"6 |
| 1978 | High Echelon       | Frankrike | Patara           | Jean-Pierre Dubois    | Jean-Pierre Dubois      | 2 250 m | 1'18"4 |